# Vestric-et-Candiac
Vestric-et-Candiac är en kommun i departementet Gard i regionen Occitanien i södra Frankrike. Kommunen ligger i kantonen Rhôny-Vidourle som tillhör arrondissementet Nîmes. År 2022 hade Vestric-et-Candiac 1 345 invånare.

## Befolkningsutveckling
Antalet invånare i kommunen Vestric-et-Candiac
Referens:INSEE